# Valle Nuevo
Nationaal park Valle Nuevo (tot 1983: Juan Bautista Pérez Rancier) is een serie valleien en nationaal park in de Dominicaanse Republiek waar een reeks rivieren ontspringen. Het gebied ligt op 2286 meter boven zeeniveau in het Cordillera Central. Het park heeft een oppervlakte van 900 vierkante kilometer.

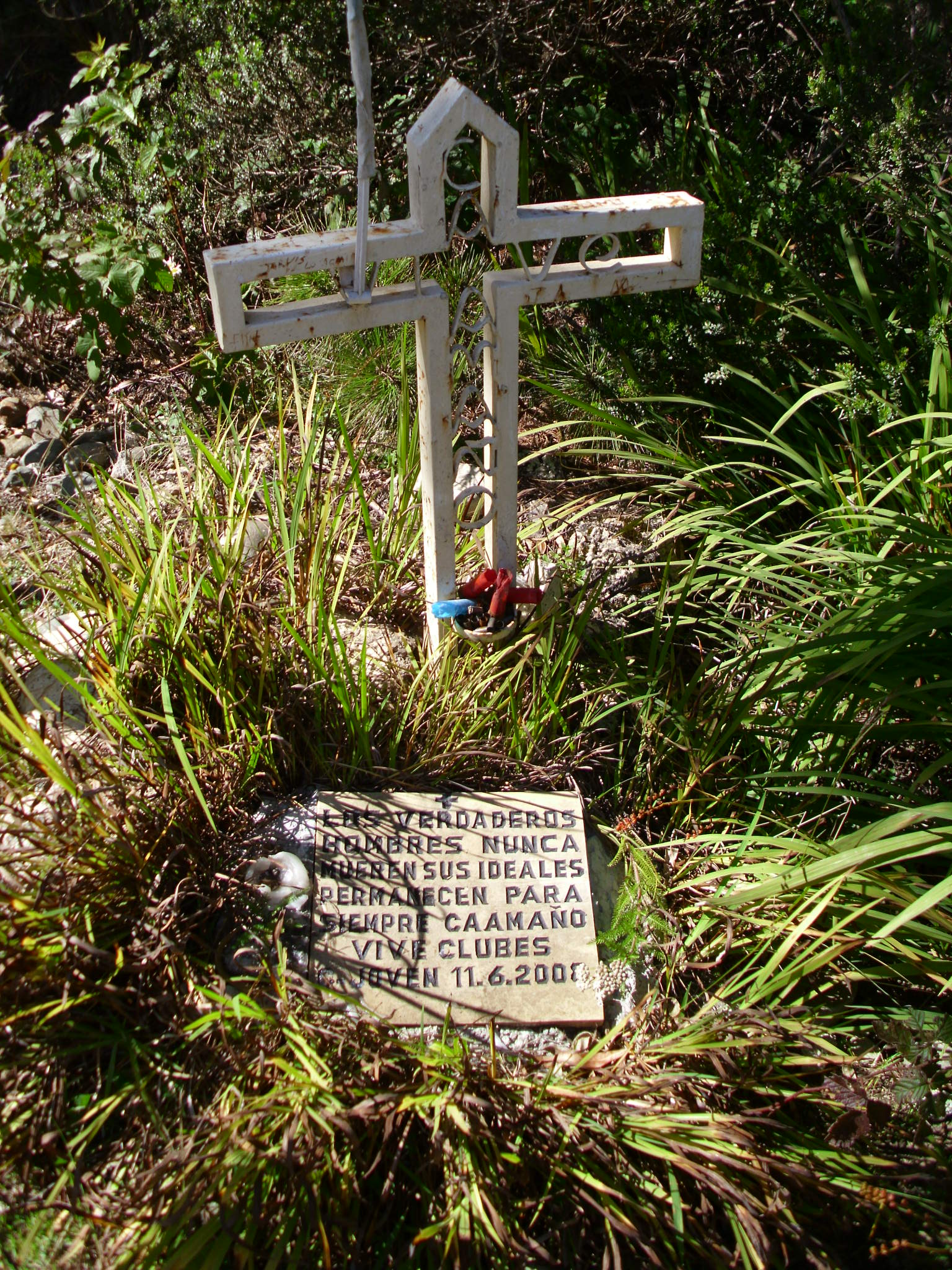
Eerste gedenkteken voor Caamaño

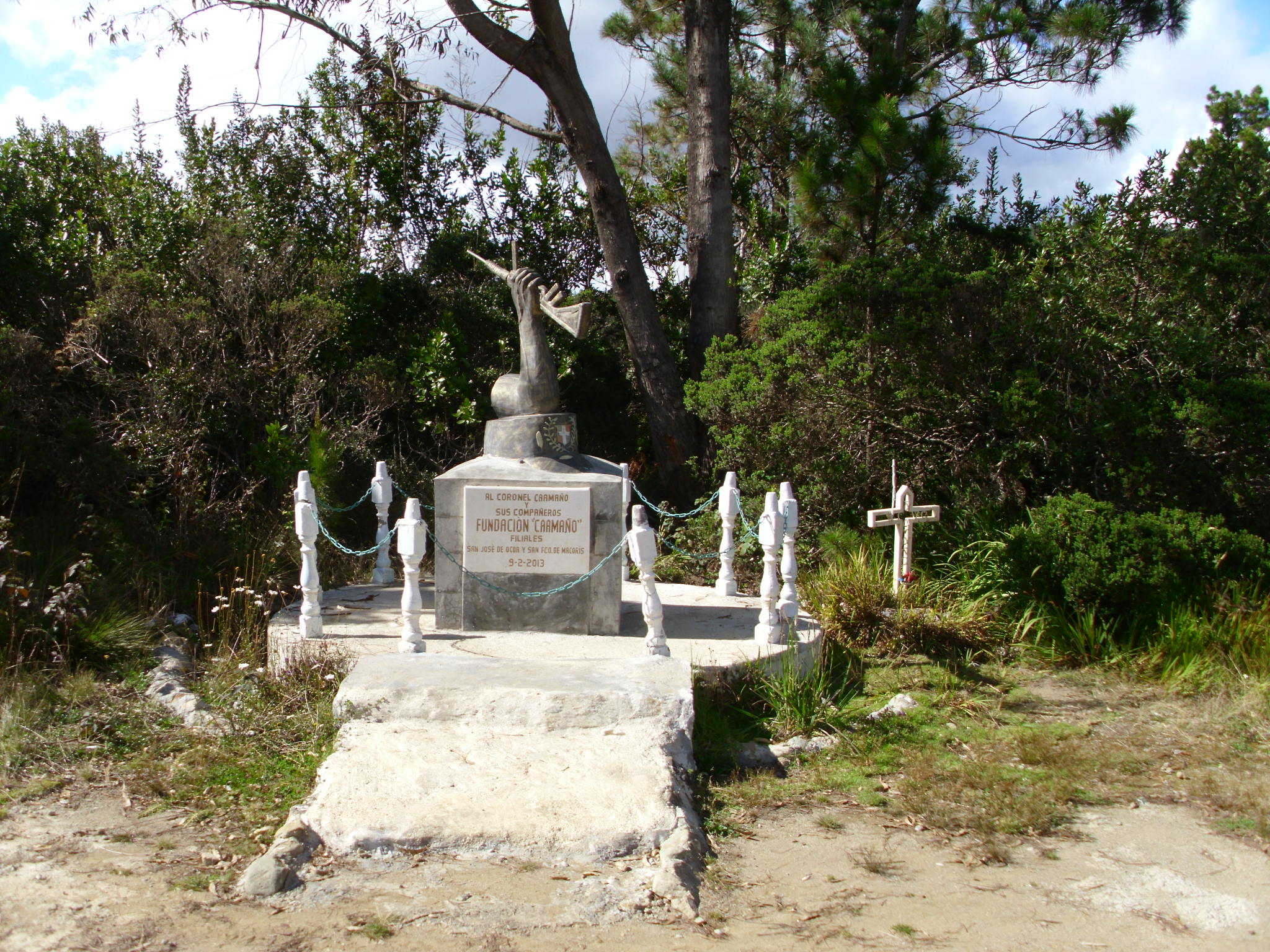
Monument met daarachter het gedenkteken

Op een hoogvlakte van de Valle Nuevo is in 1957 het monument Las Pirámides gebouwd door de gemeenschappen van Constanza en San Juan de Oco. Het markeert het geografische centrum van het eiland Hispaniola. Het staat ook dicht bij het gebied waar kolonel Francisco Alberto Caamaño, voormalig guerrillaleider, generaal en president, werd gedood tijdens de gevechten tegen het regime van president Joaquín Balaguer.

## Geografie
Valle Nuevo ligt 16 kilometer ten zuiden van Constanza. Het heeft het hoogste alpine bos in het Caribisch gebied, dat ook wel wordt aangeduid als de "Moeder van het Water" omdat er meer dan 400 rivieren ontspringen.
De Salto de Aguas Blancas in de Valle Nuevo is een waterval van 135 meter hoog met een gemiddelde temperatuur van 10°C. Aguas Blancas is de hoogste waterval in het Caribisch gebied

## Klimaat
Het klimaat kan koel en nat zijn met temperaturen rond het vriespunt en een gemiddelde jaarlijkse neerslag van meer dan 2.500 millimeter.

## Flora en fauna
- Het park Valle Nuevo heeft een beschermd bos op 2.640 meter boven de zeespiegel, begroeid met pijnbomen en braamstruiken
- Meer dan 65 vogelsoorten leven in het park, waaronder Euphonia elegantissima (blauwkoporganist of blauwvoorhoofdara), Setophaga pinus (pijnboomfluiter of dennenzanger) en de inheemse witvleugelzanger (Xenoligea montana).